# Migos
Migos були американською хіп-хоп групою, заснованою в Північній Атланті, зокрема в Лоренсвіллі, штат Джорджія, у 2008 році. Група складалася з репера Quavo, його племінника Takeoff та їхнього найближчого друга, який був для них як брат, Offset. Quavo родом з Ейтенз, штат Джорджія, а Offset і Takeoff народилися і виросли в сусідньому Лоренсвіллі. Як групу, їх керував Coach K, колишній менеджер Gucci Mane та Jeezy, і вони часто співпрацювали з продюсерами DJ Durel, Murda Beatz, Zaytoven та Buddah Bless. Визнані за свій внесок у розвиток треп-музики у 2010-х роках, Billboard заявив, що група "вплинула на поп-культуру та всю англійську мову, привівши свої коріння з Північної Атланти до мейнстріму".
Дебютний сингл Migos 2013 року "Versace" виник із їхнього третього мікстейпу Y.R.N. (Young Rich Niggas), який вийшов у червні того ж року. Пісня була реміксована канадським репером Drake, що призвело до її потрапляння в чарт Billboard Hot 100; за нею послідували "Fight Night" та "Look at My Dab", які вийшли у наступні два роки. Їхній сингл 2016 року "Bad and Boujee" (за участю Lil Uzi Vert) досяг вершини чарту, тоді як сингл 2017 року "MotorSport" (з Nicki Minaj та Cardi B) і сингли 2018 року "Stir Fry" та "Walk It Talk It" (за участю Drake) увійшли в топ-10.
Migos підписали контракт з Quality Control Music та 300 Entertainment для випуску свого дебютного студійного альбому Yung Rich Nation (2015), який отримав позитивні відгуки критиків і посів 17 місце в Billboard 200. Їхній другий альбом, Culture (2017), дебютував на вершині чарту і був підтриманий синглом "Bad and Boujee". Після того, як вони залишили 300 Entertainment на користь спільного підприємства з Motown та Capitol Records у лютому 2017 року, тріо досягло найвищого комерційного успіху зі своїм третім альбомом Culture II (2018), який став їхнім другим альбомом, що очолив чарт і продався в кількості приблизно 200 000 еквівалентів альбомів у перший тиждень. Їхній четвертий альбом, Culture III (2021), посів друге місце в Billboard 200.
У 2016 році група зіграла вигадані версії самих себе у першому сезоні комедійно-драматичного телесеріалу Дональда Гловера "Атланта". 1 листопада 2022 року Takeoff був смертельно застрелений біля боулінг-клубу в Х'юстоні, що фактично спричинило розпад групи в наступному році.

## Музична кар'єра
2013 року сингл «Versace» став вірусним і посів 99-ту сходинку Billboard Hot 100. У записі офіційного реміксу взяв участь Дрейк, який також виконав трек на фестивалі iHeartRadio 2013. 15 червня гурт виступив на «Birthday Bash», реп-радіостанції Hot 107.9. У жовтні 2013 року журнал «XXL» помістив їх у розділ «Показати й довести» (Show & Prove). Опісля, гурт випустив ще декілька синглів, зокрема треки «Fight Night» (2014) та «Look at My Dab» (2015), а також чотири пісні, які потрапили до першої десятки хіт-параду Billboard Hot 100: «Bad and Boujee» (за участі Lil Uzi Vert) (2016) посіла першу сходинку, «MotorSport» (за участі Нікі Мінаж та Cardi B) (2017) — шосту, «Stir Fry» (2017) — восьму, «Walk It Talk It» (за участі Дрейка) (2018) — десяту.
25 лютого 2014 Migos видали мікстейп No Label 2. Реліз отримав золотий статус на DatPiff, його безоплатно завантажили понад 100 тис. разів. 14 березня стало відомо, сиквел Y.R.N. 2 (остаточна назва: Yung Rich Nation) стане студійним альбомом. У червні 2014 з'явилась інформація, що колектив офіційно підписав контракт 300 Entertainment, дистриб'ютором якого є Atlantic Records. 17 вересня 2015 гурт сповістив про полишення 300 Entertainment. Їхній другий альбом під назвою «Culture» побачив світ у січні 2017 року за підтримки студій звукозапису «Quality Control Music» та «300 Entertainment», посівши першу сходинку у хіт-параді Billboard 200. У лютому 2017 року гурт підписав контракт з «Motown» та «Capitol Records», а у січні 2018 року відбулася публікація альбому «Culture II», який також став платівкою номер один у Сполучених Штатах. У жовтні 2018 року Quavo заявив, що на 2019 рік заплановано вихід альбому під назвою «Culture III».

## Конфлікти
28 березня 2014 Migos мали виступити у Пемброк Пайнсі, штат Флорида. Гурт не вийшов на сцену через суперечку з керівництвом клубу. На шляху до готелю поруч із фургоном для вечірок з 8 особами на I-95 зупинилося авто, звідки відкрили вогонь, випустивши багато куль. Людина з фургону Migos вистрілила у відповідь з власного пістолета. Як наслідок, охоронець гурту отримав поранення в ногу й потрапив до лікарні Джексон-Меморіал.
31 серпня 2014 Migos мали виступити у Колізеї, Евансвіл, штат Індіана. Їм заплатили $11 тис. авансу. Організатори заходу повідомили, що люди з оточення гурту навели на них гвинтівки й забрали решту $10 тис. Migos так і не виступили.

### Інцидент на концерті у Південному університеті Джорджії
18 квітня 2015 Migos мали бути гедлайнером Spring Bling у Південному університеті Джорджії в Хеннер Філдхаус. Шоу розпочалося о 19 год з виступів різних виконавців; гурт вийшов на сцену майже на півтори години пізніше запланованого часу (21 год). Хоча контракт передбачав мінімальну тривалість шоу у 45 хв, тріо виступило менш як 30 хв, перш ніж покинути сцену. Поліцейське управління університету, поліцейське управління Стейтсборо й поліція округу Баллок, які забезпечували безпеку заходу, виявили сильний запах марихуани з фургонів гурту. Співробітники правоохоронних органів допитали водіїв. Під час подальшого розслідування реп-тріо й 12 членів їхнього оточення заарештували за зберігання марихуани та наркотиків другого списку заборонених препаратів, володіння вогнепальною зброєю в шкільній зоні безпеки, володіння вогнепальною зброєю під час вчинення злочину і володіння вогнепальною зброєю засудженим злочинцем.
20 квітня 2015 прокуратура округу Баллок звільнила під заставу Тейкоффа, Квейво і 6 членів оточення, залишивши під вартою Оффсета і 6 інших затриманих без права застави. Оскільки службовці університету знали про репутацію Migos, гурту дозволили виступити після студентського голосування. Тріо обрали з-поміж 7 кандидатів. На оплату концерту пішли студентські збори та гроші з продажу квитків. За контрактом гурту мали заплатити $30 тис., а їхньому промоутеру Big House Collective — додаткові $3000. Однак, університет заплатив лише половину узгодженої суми через пізнє прибуття гурту, скорочений виступ і володіння контрабандними товарами на території університету. Через арешт, 28 квітня Migos оголосили перенесення туру Yung Rich Nation на липень.
2 травня Оффсету висунули додаткові звинувачення у побитті та підбурюванні до бунту у виправній установі після нападу на іншого ув'язненого, що спричинив важку травму в останнього. 8 травня на слуханні про заставу суддя Вищого суду округу Баллок, Джон Р. Тернер, офіційно відмовив у заставі через попередню кримінальну історію репера та тюремну сутичку 2 травня. У ході слухань двом з оточення Migos також відмовили у заставі, а чотирьом іншим дали це право за умови неповернення до округу Баллок. Крім того, Тернер присудив чотирьом звільненим не контактувати з будь-ким, хто проходить у справі. 4 грудня 2015 року Оффсет вийшов з-під варти.

### Інше
2017 року реп-виконавець XXXTentacion заявив, що учасники гурту напали на нього та навіть погрожували зброєю.

## Дискографія
- Yung Rich Nation (2015)
- Culture (2017)
- Culture II (2018)
- Culture III (2021)[19]